# Santa Rita de Caldas
Santa Rita de Caldas est une municipalité brésilienne de l'État du Minas Gerais et la microrégion de Poços de Caldas.